# Taiwan
Taiwan (/taiˈwan/, 臺灣/台灣T, 台湾S), ufficialmente Repubblica di Cina (中華民國T, 中华民国S, Zhōnghuá MínguóP, ), è uno Stato a riconoscimento limitato dell'Asia orientale, costituito da Formosa e dagli arcipelaghi di Penghu, Kinmen e Matsu, ma che nella sua costituzione rivendica anche la sovranità sulla Cina continentale, il Tannu Tuva e la Mongolia Esterna.
Dal 1949, l'isola ospita il governo della Repubblica di Cina, sorta nel 1912, dandole quindi continuità politica; la Cina continentale, invece, è governata dalla Repubblica Popolare Cinese. Entrambe rivendicano la sovranità l'una sull'altra.
È nota come Taiwan dal nome dell'isola principale che costituisce l'entità statale, detta anche, nelle lingue neolatine, Formosa. In ambito internazionale, specialmente sportivo, Taiwan è altresì conosciuta come Taipei cinese per via dell'opposizione diplomatica della Cina all'uso di un nome indipendente, in quanto essa considera Taiwan come una propria provincia. Viene inoltre indicata come Cina nazionalista per distinguerla dalla Repubblica Popolare Cinese, detta invece “Cina popolare”.
Non è riconosciuta né dalla Repubblica Popolare Cinese (la Cina continentale propriamente detta) né, de iure, dagli altri quattro membri permanenti del Consiglio di sicurezza dell'ONU (Stati Uniti, Russia, Regno Unito e Francia), nonché dal Canada, dal Giappone e dagli altri Stati dell'Unione europea. La Repubblica di Cina intrattiene tuttavia con essi rapporti di collaborazione e di commercio (solitamente con un ufficio di rappresentanza facente funzioni di ambasciata, a nome Taiwan o Taipei) ed è pertanto de facto percepita come Stato indipendente. Da gennaio 2024, dopo l'interruzione dei legami diplomatici da parte di Nauru, è riconosciuta ufficialmente come l'unico governo legittimo dell'intera Cina da soli 12 Stati sovrani in tutto il mondo, incluso il Vaticano.
La storica capitale della Repubblica di Cina è Nanchino, collocata tuttavia nella Cina continentale; attualmente la Costituzione della Repubblica di Cina non specifica una capitale de iure, mentre la capitale de facto e sede del governo centrale è Taipei. La lingua ufficiale è il cinese mandarino, scritto tuttavia mediante caratteri tradizionali, il che lo differenzia dal cinese scritto nella Repubblica Popolare Cinese, che utilizza i caratteri semplificati. L'economia di Taiwan è una delle più fiorenti in Asia e, dopo l'abolizione della legge marziale nel 1987, l'isola ha assistito a un sorprendente processo di democratizzazione.

## Storia

### Cosmologia mitologica

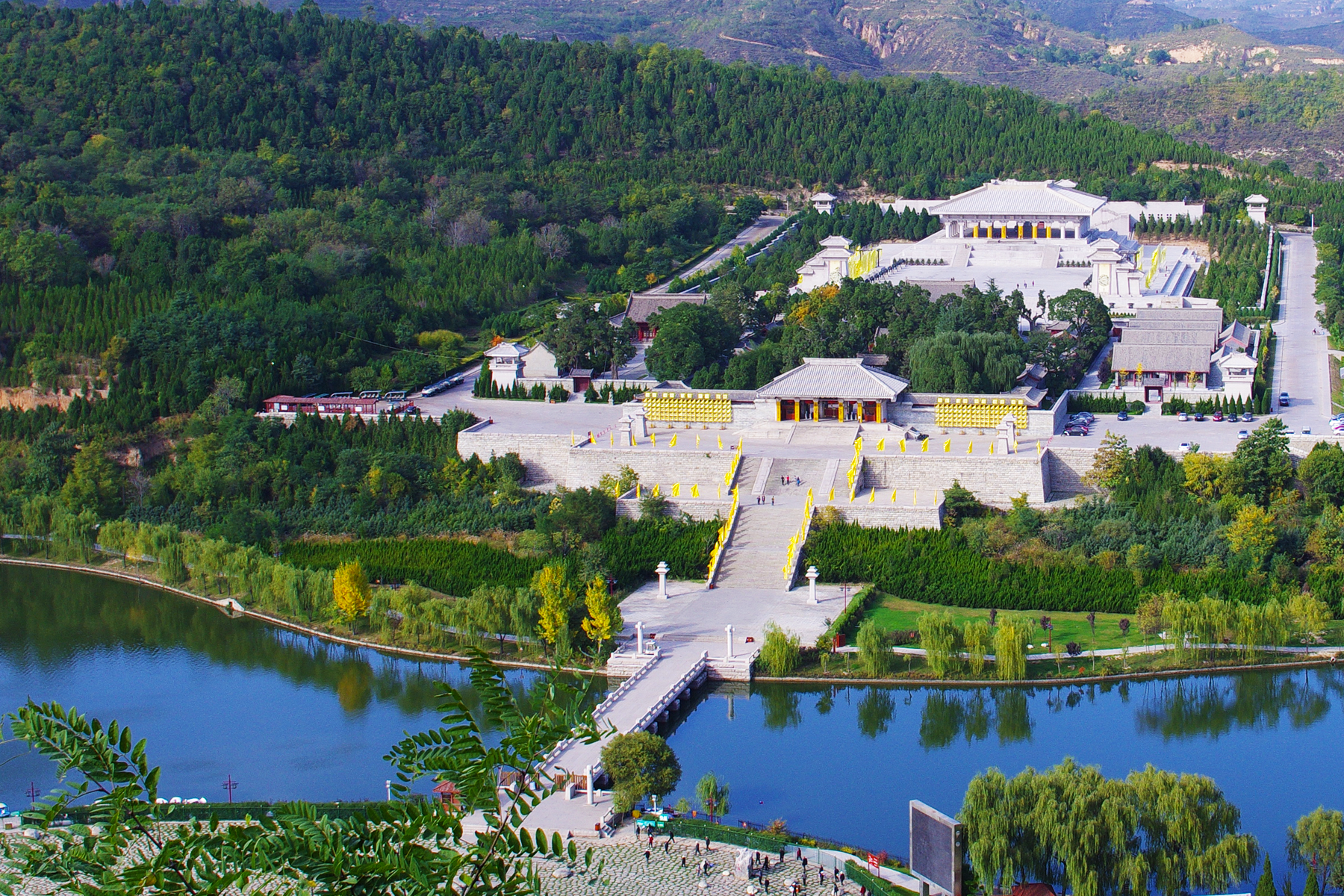
Grande Tempio di Xuanyuan Huangdi, a Huangling, Yan'an, Shaanxi. 黃帝 Huángdì è una figura storico-religiosa fondamentale per la civiltà cinese; simbolo del sovrano cosmico che, come axis mundi, congiunge il Cielo (del cui polo è personificazione) con la Terra. Huangling è il luogo dove, secondo i miti tradizionali, il Dio Giallo nella sua incarnazione mortale (軒轅 Xuānyuán) sarebbe stato sepolto.

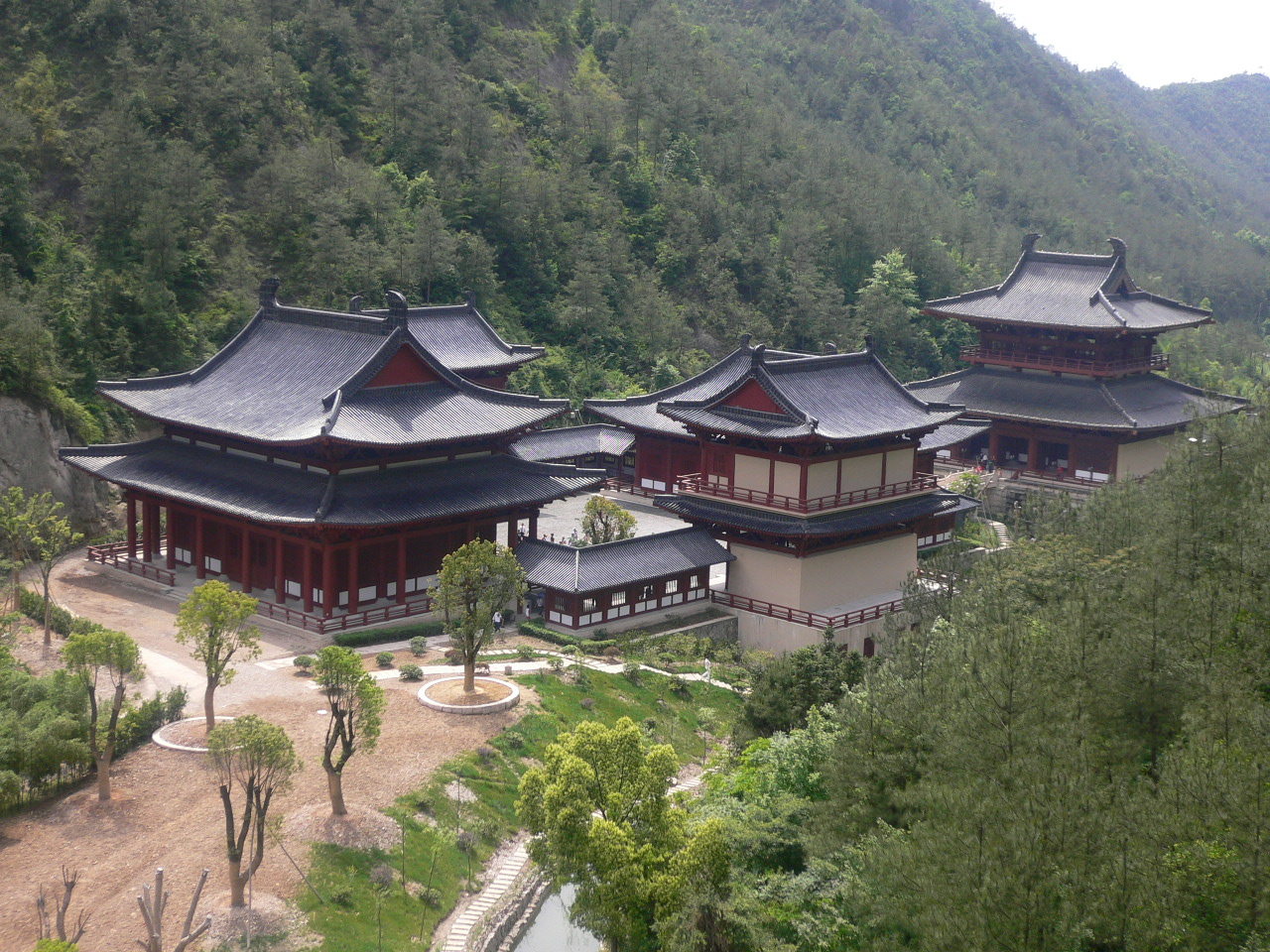
Altro Tempio del Dio Giallo a Jinyun, Lishui, Zhejiang. Templi di tal sorta sono molto diffusi nella Cina odierna, in virtù della grande importanza data dal governo del Paese al culto di Xuanyuan.

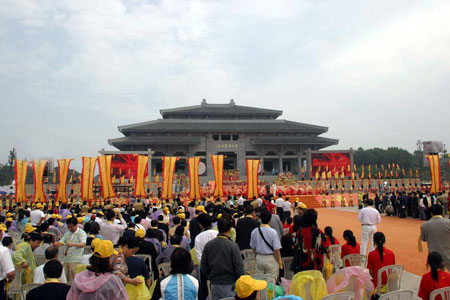
Cerimonia pubblica al Tempio di Shennong Yandi a Suizhou, in Hubei. Shennong Yandi è il dio dell'agricoltura, della tecnica, e antenato dei Cinesi del Sud

Più si risale indietro nella storia della Cina, più i fatti documentati si intrecciano con la mitologia di questa civiltà. I grandi antenati, progenitori delle etnie che popolano la Cina e istitutori della civiltà cinese, sono considerati il riflettersi nel piano della materia di divinità cosmiche (ordinatrici del mondo). Tra di essi sono di precipua importanza Fuxi, Nüwa e Shennong, rispettivamente personificazioni delle potenze numinose del Cielo (Tian), della Terra (Di) e della razionalità umana (ren); e i Cinque Dèi (Wufang Shangdi) — il Dio Giallo, il Dio Nero, il Dio Blu/Verde, il Dio Rosso e il Dio Bianco —, manifestazioni nello spazio (le quattro direzioni più il centro) e nel ciclo del tempo dell'anno (le quattro stagioni), ognuna caratterizzata da uno dei cinque elementi e da uno dei cinque pianeti/stelle del sistema del Sole, della potenza del supremo Dio del Cielo (Tian o Shangdi), identificata come operante nel polo nord della volta celeste.
Tra le figure degli dei-antenati fondatori hanno primaria importanza Huangdi (黃帝, il "Dio Giallo" o "Imperatore Giallo", omofono del titolo poi usato dagli imperatori, scritto però con i grafemi 皇帝, che significano "divo imperatore" o "divo re") — che rappresenta il centro e asse della cosmologia del Dio del Cielo, da cui il suo nome come essere terreno, 軒轅 Xuānyuán, che significa "Asse del Carro" del polo nord celeste — e sua moglie Leizu: l'uno sarebbe l'ideatore dell'intera tradizione culturale-statuale cinese e sarebbe il progenitore di tutti i Cinesi Han, l'altra avrebbe introdotto nella Valle del Fiume Giallo l'uso del baco da seta. Altri poi gli dei-antenati o eroi culturali di grande importanza, tra cui Yu il Grande, vissuto alla fine del III millennio a.e.v., identificato come colui che introdusse l'uso delle armi di bronzo.

### Prime dinastie
La tradizione cinese tramanda l'esistenza di tre antiche dinastie nel periodo che precede il III secolo a.C. (nel 221 a.C. ci fu l'avvento dell'impero Qin, il primo impero della storia cinese). Secondo il mito, la più antica dinastia sarebbe quella degli Xia (夏朝) intorno al 2100 a.C., che venne soppiantata dalla dinastia Shang (商朝), la quale cedette infine il posto a quella dei Zhou. Se si includono le dinastie riportate dalla tradizione, la storia complessiva delle dinastie cinesi coprirebbe perciò un arco di quattro millenni.

### Dalla preistoria all'età del bronzo
Le tracce più antiche di Homo erectus ritrovate in Cina sono quelle dell'uomo di Yuanmou (元謀直立人). Nel 1965 nel distretto di Yuanmou vennero ritrovati due denti incisivi appartenenti a un ominide maschio adulto rinominato Homo erectus Yuanmouensis. Gli incisivi sono stati fatti risalire, attraverso la datazione archeomagnetica a 1 700 000 anni fa. Esso costituisce l'ominide più antico ritrovato non solo in Cina ma nell'intera Asia. L'Homo erectus meglio studiato è invece l'uomo di Pechino (北京人), risalente a 780 000-680 000 anni fa. I fossili di Homo sapiens più antichi risalgono invece a 18 000-11 000 anni fa. Grazie ai cambiamenti climatici che seguirono il ritiro dei ghiacci, tra il VIII e il IV millennio a.C. si assistette alla transizione da comunità di cacciatori-raccoglitori a gruppi dediti all'agricoltura e all'allevamento del bestiame.
I reperti archeologici testimoniano l'esistenza di un gran numero di comunità umane insediatesi su un vasto territorio che comprende le valli del Fiume Azzurro e del Fiume Giallo. La caratteristica principale di questi insediamenti risiede nell'altissimo grado di differenziazione culturale che si riscontra nei manufatti, nella struttura delle abitazioni e in generale nelle testimonianze della vita collettiva di ciascuna comunità. Secondo gran parte degli storici e archeologi moderni il modello più credibile per le origini della civiltà cinese si basa quindi su una molteplicità di culture regionali sviluppatesi in maniera autonoma, caratterizzate da sfere di influenza che talvolta entravano in contatto tra loro. L'adozione di questo modello policentrico segna un netto punto di svolta rispetto alla tesi tradizionale (frutto dei miti fondativi e delle tradizionali cronache imperiali), fondata sull'idea di un'origine unitaria della civiltà cinese, e rappresenta uno dei più importanti risultati scientifici raggiunti grazie all'introduzione della storia e dell'archeologia moderne in Cina agli inizi del XX secolo.
A partire dal III millennio a.C. gli scavi archeologici testimoniano l'esistenza di diverse comunità urbane, sparse su insediamenti di epoca neolitica: molti dei quali si trovano nelle pianure circostanti il fiume Giallo. I più antichi manufatti di bronzo mai ritrovati in Cina risalgono invece al 3100-2700 a.C., nel sito archeologico della cosiddetta cultura di Majiayao (馬家窯). Esistono reperti riconducibili a diverse culture dell'età del bronzo, ma l'utilizzo di questo materiale rimase molto diffuso fino al V secolo a.C.

### L'epoca pre-imperiale
La prima dinastia di imperatori cinesi è la dinastia Xia, fondata dal Grande Yu che lasciò il trono al figlio Qi e ai suoi discendenti, nel 2200 a.C.: l'ultimo Xia fu Jie, che venne detronizzato nel 1766 a.C. dai fondatori della successiva dinastia Shang. Durante quest'ultima nacquero i primi pittogrammi, incisioni su dorsi di tartaruga a scopo augurale e divinatorio, che in seguito divennero gli ideogrammi della scrittura cinese: questa venne poi codificata durante il regno della dinastia successiva, gli Zhou, che regnarono dal 1122 a.C. al 770 a.C. In questo periodo il regno era sempre più diviso e iniziarono le prime lotte fra province, che si accentuarono durante il periodo Chunqiu (primavere e autunni) 770-476 a.C., che segna l'ingresso della Cina nell'età del ferro: in questo periodo nacque e insegnò Confucio (孔夫子). Alla fine la litigiosità dei principi locali smembrò il regno degli Zhou e si aprì con il periodo dei regni combattenti, in cui la Cina era frammentata in una decina di regni in perenne lotta fra di loro. In realtà, anche se queste dinastie sono incluse tra quelle imperiali, fino al 221 a.C. l'impero cinese propriamente detto non esisteva, poiché questi regni non estesero il loro controllo se non su una parte della Cina. I poteri locali erano inoltre ancora molto forti e l'economia basata sulla schiavitù, un po' come successe nell'Impero romano. Fu lo stesso primo imperatore della dinastia Qin (秦始皇帝) che avrebbe poi unificato la Cina a inventare un nuovo titolo, Huangdi, per designare una forma più alta di autorità e potere: quello dell'imperatore di tutta la Cina.

### La Cina imperiale

Territori occupati dalle dinastie e dagli Stati moderni della storia cinese

Alla fine del III secolo a.C. rimanevano pochi grandi Stati indipendenti retti da diversi principi o re (王T, wángP), caratterizzati da un sistema di alleanze in costante trasformazione. Tra i vari regni si distinse il regno di Qin, che si rese protagonista di una lunga campagna di conquiste militari, che provocò il capitolare degli altri Stati uno dopo l'altro. Questa campagna di espansione e unificazione territoriale durò lunghi anni e si concluse con la conquista e l'annessione dell'ultimo degli Stati avversari nel 221 a.C.
Per la prima volta dopo secoli tutti i territori della Cina allora conosciuta erano sotto il dominio di un unico sovrano. In cerca di una nuova legittimazione, il sovrano di Qin abbandonò il titolo di re (wáng) per assumere quello di imperatore (皇帝), appellativo che fino a quel momento era rimasto prerogativa dei sovrani delle mitiche dinastie Xia, Shang e Zhou e che nessun signore, re o principe locale aveva mai deciso di reclamare per sé stesso.
Il re Qin divenne perciò "primo augusto imperatore di Qin", assumendo il nome formale di Qín Shǐ Huángdì e proclamando la nascita della dinastia Qin e con essa l'avvio della storia dell'Impero cinese. Sotto l'egida di Qin Shi Huang avvenne la prima vera e propria unificazione politica, monetaria, militare e culturale del Paese: grazie all'impegno del primo ministro Li Si (李斯), un unico sistema di scrittura venne codificato e imposto per la prima volta in maniera uniforme su tutto il territorio dell'impero. È in questo periodo che si costruirono alcuni dei primi tratti della Grande Muraglia per proteggersi dalle incursioni nemiche (長城).
La dinastia Qin sopravvisse pochi anni alla morte del primo sovrano: pochi anni dopo l'impero cadde preda della guerra tra due dei suoi più grandi generali. Il generale che uscì vittorioso dallo scontro ascese al trono imperiale con il nome di primo sovrano di una nuova dinastia, gli Han.
La dinastia Han regnò dal 206 a.C. fino al 220 d.C.: sotto la dinastia Han si apre ufficialmente la via della seta (絲綢之路) e inizia il commercio con le province romane d'Occidente. L'impero comincia a espandersi nell'Asia continentale, mentre il confucianesimo si afferma come ideologia della classe dirigente cinese. Nel 105 a.C. viene inventata la carta. Al cadere della dinastia Han l'impero si spezza di nuovo in tre Stati (periodo dei tre regni 三國, 220-265): regno Wei (魏國) a nord, regno Shu (蜀國) nell'attuale provincia del Sichuan e il regno Wu (吳國) a sud. La divisione è favorita dall'introduzione della religione buddista.

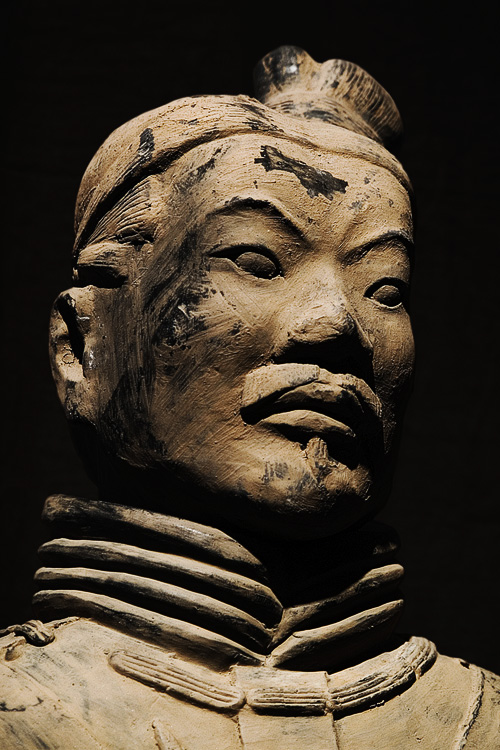
Una delle statue che fanno parte dell'esercito di terracotta nella tomba dell'imperatore Qin a Xi'an

Segue la dinastia Jìn (晉朝), denominata "occidentale" nel periodo tra il 265 e il 316, durante la quale si verifica una riunificazione per un breve periodo, e "orientale" nel periodo tra il 317 e il 420 che vede Nanchino (南京) come capitale; dal 420 al 589 circa la Cina rimane divisa tra le dinastie del Nord e del Sud, mentre una nuova riunificazione avviene sotto la dinastia Sui (隋朝) tra il 581 e il 618, durante la quale la capitale diventa Xi'an (西安); dal 618 al 907 succede la dinastia Tang (唐朝), uno dei periodi di massima fioritura della cultura cinese, mentre il periodo dal 907 al 960 viene detto "delle cinque dinastie e dieci regni". Dal 960 al 1279 l'impero viene dominato dalla dinastia Song (宋朝). Tra il periodo Tang e quello Song vengono inventate la polvere da sparo, la stampa e la bussola.
Il periodo successivo è segnato dall'invasione dei Mongoli (蒙古), civiltà che si trovava vicino all'Impero cinese, sotto la guida di Gengis Khan e dei suoi discendenti, i quali liquidano la dinastia Song e fondano dal 1279 al 1366 con Kublai Khan (忽必烈, Hūbìliè) la dinastia Yuan (元朝), all'inizio della quale risalgono i viaggi di Marco Polo (馬可波羅) in Cina. Inizialmente la Cina fa parte dell'Impero mongolo e Kublai Khan era al tempo stesso sovrano di entrambe le entità territoriali; con la frammentazione dei vari Khanati, la dinastia Yuan si limita a governare la Cina. Il dominio mongolo è caratterizzato da una grave crisi demografica e gli invasori faticano a integrarsi con i vinti fino a che una rivolta popolare porta alla cacciata dei Mongoli e alla fondazione di una nuova dinastia nazionale, la dinastia Ming (明朝), dal 1368 al 1644. Sotto i Ming la Cina nel XV secolo costruisce in tre anni 1 681 navi 《漕船志》1501., di cui molte in grado di navigare nell'oceano aperto. Successivamente, per le pressioni dei Mongoli e dei Tartari, la Cina dovette impiegare le sue forze nella difesa dei confini sottraendole all'espansionismo marittimo, nel 1525 fu dato ordine all'esercito di distruggere qualsiasi vascello oceanico cinese che fosse stato avvistato lungo le coste; tale decisione fu la premessa del declino dell'Impero cinese[  1493 : uncovering the new world Columbus created. ].
In seguito alla crisi dei Ming, i Manciù invadono la Cina e la conquistano fondando la dinastia Qing (清朝), rimasta al potere dal 1644 al 1912, la quale porta l'impero alla massima estensione territoriale, ma lentamente verso una crisi irreversibile. All'interno della dinastia si consumarono disordini interni che culminarono con la Ribellione dei Turbanti Rossi, la fallita Ribellione dei Taiping che devastò la Cina meridionale negli anni 1850 e 1860 e la Rivolta di Dungan nel Nord-ovest. A metà del XIX secolo, la dinastia affrontò l'imperialismo occidentale nelle guerre dell'oppio con Gran Bretagna, Francia, Stati Uniti d'America e Impero russo (durante la Seconda guerra dell'oppio). La pace delle due guerre prevederà un risarcimento dei danni di guerra, l'apertura dei porti al commercio con le potenze occidentali, a consentire l'extraterritorialità per i cittadini stranieri e a cedere Hong Kong ai britannici (Trattato di Nanchino del 1842, Trattati di Tientsin nel 1858 e la Convenzione di Pechino nel 1860). Nel 1894 scoppiò la prima guerra sino-giapponese, che si concluse nel 1895 e portò alla perdita dell'influenza cinese sulla penisola coreana e alla cessione di Taiwan al Giappone.
Dopo la guerra sino-giapponese del 1895 gli abitanti dei villaggi della Cina settentrionale iniziarono a temere l'espansione delle sfere di influenza straniere. Vi fu dunque una violenta rivolta anti-straniera, anti-cristiana e anti-imperialista in Cina tra il 1899 e il 1901, promossa dai Boxer, nominati così dagli inglesi perché molti di loro praticavano le arti marziali cinesi, chiamate all'epoca Chinese Boxing. L'Alleanza delle otto nazioni invase la Cina per sconfiggere i Boxer e i loro sostenitori Qing. La Ribellione dei Boxer si concluse con il Protocollo dei Boxer.
Nel XIX secolo iniziò la grande diaspora cinese. Alle perdite dovute all'emigrazione si aggiunsero conflitti e catastrofi come la carestia della Cina settentrionale del 1876-1879, in cui morirono tra i 9 e i 13 milioni di persone.
L'imperatore Guangxu elaborò un piano di riforme nel 1898 per stabilire una moderna monarchia costituzionale, ma questi piani furono ostacolati dall'imperatrice Cixi.
Infine la Rivoluzione Xinhai del 1911-1912 mise fine alla dinastia Qing e istituì la Repubblica di Cina, dopo l'abdicazione di Pu Yi, l'ultimo imperatore della Cina, il 12 febbraio 1912.

### Nascita della Repubblica di Cina (1912-1927)
A fine Ottocento fu combattuta la prima guerra sino-giapponese. Al suo termine con la vittoria del Giappone il trattato di pace di Shimonoseki firmato il 17 aprile 1895 stabilì che l'isola di Formosa e le isole Pescadores diventassero possedimento perpetuo giapponese.
In Cina dopo oltre 2 000 anni di dominio imperiale, nel 1912 la Repubblica di Cina subentrò al sistema dinastico della Dinastia Qing (清朝), giunta ormai al declino. La Cina aveva vissuto un secolo di instabilità dovuto sia alle ribellioni interne sia alla dominazione straniera. Mentre gli intellettuali cercavano una nuova filosofia per sostituire l'antico ordine confuciano, i governatori militari del Nord, i cosiddetti "signori della guerra", tentarono di impossessarsi del potere imperiale. Il Kuomintang (KMT, Partito Nazionalista 國民黨) di Sun Yat-sen (孫中山), con base nella Cina meridionale, cominciò ad addestrare un Esercito Rivoluzionario Nazionale con il quale intendeva sfidare i signori della guerra. Nel frattempo i colloqui tra i rappresentanti del Comintern sovietico e i bolscevichi cinesi determinarono nel 1921 la fondazione a Shanghai (上海) del Partito Comunista Cinese (中國共產黨 o 中共).

### La Cina nazionalista (1927-1949)
La speranza che il Partito Comunista Cinese si allineasse con il KMT andò in fumo con la morte di Sun Yat-sen (孫中山) e l'ascesa di Chiang Kai-shek (蔣介石), un membro del KMT che auspicava la nascita di uno Stato liberal-capitalista. Chiang Kai-shek mise violentemente fine tanto alla crescente influenza bolscevica quanto al potere dei signori della guerra del Nord e nel 1928 formò a Nanchino (南京) un governo in cui egli deteneva il potere sia politico sia militare.
I bolscevichi cinesi si suddivisero in una fazione che si concentrò sulla rivolta urbana e in un'altra secondo la quale l'unico sistema per ottenere la vittoria era unificare le campagne. Radunate le proprie forze nei monti dello Jinggangshan (井岡山), Mao Zedong (毛澤東) adottò la strategia della guerriglia e nel 1930 le sue disordinate armate erano ormai diventate un esercito di 40 000 uomini. Chiang Kai-shek mise in atto quattro campagne contro i comunisti, ma ciascuna di esse si trasformò in una vittoria delle forze comuniste grazie alla loro strategia di sferrare attacchi brevi invece di combattere battaglie campali. Con la quinta campagna le sorti del conflitto rischiarono di capovolgersi perché i comunisti, mal consigliati, cambiarono strategia e si scontrarono in una battaglia frontale con il KMT. Vedendosi circondati, i comunisti nel 1934 decisero di ritirarsi dallo Jiangxi (江西) e di dirigersi a nord verso lo Shaanxi (陝西) con quella che diventò nota come la Lunga marcia (长征). Dei 90 000 uomini che vi presero parte solo 20 000 riuscirono ad arrivare a destinazione, a un anno di distanza e dopo aver percorso 8 000 km. Lungo il cammino i comunisti armavano i contadini che incontravano e ridistribuivano le terre, volendo dimostrare la possibilità di combattere del popolo cinese, a patto che gli venissero forniti metodo, organizzazione, guida, speranza e armi. Durante la marcia Mao si affermò come capo assoluto e incontrastato del partito comunista.
Nel frattempo, nel 1931 i giapponesi avevano approfittato del caos in Cina per invadere la Manciuria, dove avevano creato il Manciukuò (滿洲國), uno Stato fantoccio a capo del quale avevano posto come sovrano simbolico l'ultimo imperatore cinese, Aisin Gioro Pu Yi (溥儀). Alla fine della seconda guerra mondiale, con la resa del Giappone (日本), anche l'isola di Taiwan era ritornata, dopo 50 anni di occupazione, alla Cina, e il Kuomintang vi estese il regime di amministrazione militare. Questo fatto suscitò tensioni tra la popolazione locale e il governo centrale, che culminarono con il massacro del 28 febbraio 1947. La causa scatenante fu l'arresto di una venditrice di sigarette, che fu l'occasione colta dalla popolazione di Taiwan per manifestare contro il governo e accusarlo di oppressione e corruzione. Nonostante il governatore di Taiwan, Chen-Yi, negoziasse con i leader della comunità taiwanese, Chiang Kai-shek inviò numerose truppe dalla Cina per reprimere il dissenso. Quando arrivarono cominciarono a uccidere i capi della protesta, tra cui molti studenti, avvocati e medici. Le vittime di questo massacro furono stimate tra le 18 000 e le 28 000. Intanto la Cina era in preda alla guerra civile totale, e nel giro di pochi anni la drammatica lotta tra il Kuomintang e il partito comunista giunse violentemente al termine. Nel 1948 e nel 1949 furono combattute tre violente battaglie con le quali il KMT venne sconfitto.
Il 1º ottobre 1949 Mao Zedong proclamò la nascita della Repubblica Popolare Cinese e Chiang Kai-shek fuggì a Taiwan, portando con sé le riserve auree del paese e quel che restava dell'aviazione e della marina; per questo motivo, essendo i comunisti totalmente privi sia di marina militare sia di aviazione non poterono far nulla contro i nazionalisti asserragliati a Taiwan e a Hainan (ma quest'ultima, molto più vicina alla costa, fu conquistata l'anno successivo). Chiang Kai-shek ordinò inoltre che tutti i manufatti provenienti sia dalla Città Proibita (故宫) sia dal palazzo imperiale di Nanchino, che si fosse riusciti a trasportare, venissero portati sull'isola di Taiwan. Questi oggetti formano oggi il cuore del "National Palace Museum" di Taipei. Il Kuomintang continuò il suo operato a Taiwan, considerandosi l'unico governo legittimo della Cina. Nel frattempo i comunisti della Repubblica Popolare Cinese si proclamarono i successori della Repubblica di Cina su tutto il paese, dichiarando illegittimo il governo nazionalista taiwanese.

### La Repubblica di Cina su Formosa
Tra il 1946 e il 1950 Taiwan fu coinvolta nella guerra civile cinese, periodo durante il quale il governo locale, il KMT, si macchiò di gravi colpe, fra le quali l'incidente del 28 febbraio 1947.
Alla fine della guerra civile, conclusasi con la sconfitta del Kuomintang, il 7 dicembre 1949 Taipei divenne la nuova capitale dei nazionalisti cinesi.
Entrambe le entità statali sorte da allora continuano a sostenere specularmente di essere l'unica autorità legittima rappresentante l'intera Cina. La comunità internazionale, con poche eccezioni, scelse gradualmente la Cina continentale come legittimo rappresentante dell'intera Cina. Si trattò tuttavia di un processo piuttosto lento: solo nel 1971 il Kuomintang perse il proprio seggio di rappresentante della Cina alle Nazioni Unite e nel 1979 gli Stati Uniti, rinnegando la precedente linea di condotta, smisero di riconoscere Taiwan come Stato legittimo.
Nel 1979 gli attivisti democratici tentarono di attirare l'attenzione dei media internazionali sulle condizioni dei cittadini taiwanesi sotto la linea politica dei nazionalisti. Il 10 dicembre di quell'anno, giorno dei diritti umani, gli attivisti democratici organizzarono grandi proteste nella città di Kaohsiung (高雄), pretendendo la fine della legge marziale e della linea politica del governo nazionalista. Queste proteste vennero velocemente represse dalla polizia. La legge marziale venne comunque ritirata dal figlio e successore di Chiang Kai Shek, Jiang Jingguo (蔣經國), negli anni ottanta.
Nel 2000 Chen Shui-bian vinse le elezioni presidenziali con la proposta di redigere una nuova costituzione in cui risaltasse il carattere sovrano e indipendente di Taiwan. Ha inoltre sciolto il Consiglio per l'Unificazione Nazionale, costituito nel 1990 per sovrintendere all'eventuale unificazione dell'isola con la Cina.
Il governo cinese reagì con una legge che stabilisce che qualunque tentativo di legittimare un autogoverno indipendente nell'isola mediante la modifica della Costituzione taiwanese potrebbe avere come conseguenza un'azione militare da parte della Cina. D'altra parte gli Stati Uniti, in base al Taiwan Relations Act del 1979, metteranno a disposizione di Taiwan gli articoli per la difesa e i servizi di difesa nella quantità necessaria per consentire a Taiwan di mantenere sufficienti capacità di autodifesa.

#### Battaglie e armamenti
Durante la crisi dello stretto di Formosa, nel 1958, vi furono scontri violentissimi, e le isole Quemoy e Matsu vennero danneggiate a colpi di cannone dall'esercito cinese, e le loro guarnigioni assediate anche via mare. I cinesi comunisti non riuscirono a farle cadere in un mese di scontri durante i quali vennero ingaggiate dure battaglie aeree, finite con la vittoria di Taiwan, tra F-86 e MiG-15 e MiG-17 cinesi, grazie anche all'esordio dei missili AIM-9 Sidewinder. Mentre gli USA, appoggiando Taiwan, schierarono unità da combattimento equipaggiate tra l'altro con i nuovissimi F-104, gli unici bisonici in servizio all'epoca, velivoli nettamente superiori ai caccia di produzione sovietica dei cinesi comunisti.
Dopo di allora, Taiwan continuò a essere utilizzata dagli statunitensi come base avanzata contro la Cina: moltissime missioni di ricognizione vennero condotte sia da aerei sia da palloni sonda di costruzione americana. Gli RF-101 vennero consegnati ai taiwanesi, ma è poco noto che il luogo in cui vi sono state le maggiori perdite di U-2 è stato proprio il territorio cinese, con i missili SA-2 Guideline e i caccia J-6 che sono stati in grado di abbatterne almeno cinque. Ciò non mancò di accendere proteste e crisi periodiche, come le forniture di armamenti americani a un'entità politica che aspirava a ripristinare il controllo dei propri possedimenti continentali.
Taiwan ebbe quindi in dotazione: 160 F-104 Starfighter, oltre 300 Northrop F-5, oltre 30 cacciatorpediniere, circa 2 000 carri armati M-41/48 e una grande quantità di missili antiaerei HAWK e Nike Hercules, solo per citare alcune delle più importanti forniture.
In seguito la cosiddetta "Fortezza sullo Stretto" si è dotata di hangar corazzati contro i missili balistici cinesi, e un sistema di difesa aereo polivalente con capacità antimissili, basato su radar da avvistamento precoce, HAWK modificati, Patriot e Tien Kung (modello locale in gran parte derivato dal Patriot). Per i soli radar sono stati spesi ben oltre 13 miliardi di dollari. Programmi molto grandi per un'isola di 30 000 km², che ha effettuato anche ulteriori acquisti di 130 caccia leggeri AIDC F-CK-1 Ching-kuo, 60 Mirage 2000 e 150 F-16. Anche il numero di missili presenti, forse circa 10 000, è molto consistente e adatto a una guerra di lunga durata.
È inoltre presente dal 1951 il servizio di leva militare obbligatoria.

## Geografia

### Morfologia

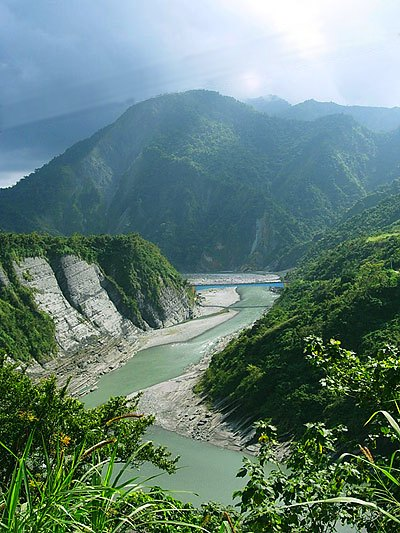
Fiume Shiukuluan - Contea di Hualien

Il terreno taiwanese è diviso in due parti: le piatte pianure dell'ovest, dove risiede il 90% della popolazione, e le montagne quasi totalmente ricoperte di foresta tropicale che occupano i due terzi dei terreni orientali. Il massiccio più alto di Taiwan è lo Yushan, o Monte di Giada, alto circa 3 952 m all'anno 2003.
Le foreste delle montagne occidentali offrono un'ampia biodiversità, la cui flora è composta di diverse specie endemiche, come il cipresso di Formosa (Chamaecyparis formosensis) e l'abete di Taiwan (Abies kawakamii), mentre l'albero della canfora (Cinnamomum camphora) era un tempo molto diffuso a livelli più bassi (livelli che sono stati principalmente trasformati in campi coltivabili). Prima del grande sviluppo economico di Taiwan, le aree montane erano anche l'habitat di diverse specie e sottospecie animali endemiche, tra i quali ricordiamo il fagiano di Swinhoe (Lophura swinhoii), la gazza blu di Taiwan (Urocissa caerulea), l'orso nero di Formosa (Ursus thibetanus formosanus), il cervo sika di Formosa (Cervus nippon taioanus) e il salmone di Formosa (Oncorhynchus formosanus). Alcune di queste specie sono già estinte, mentre molte altre sono in via di estinzione.

### Idrografia
A Taiwan, la superficie insulare coperta da fiumi e laghi è molto ampia, pari al 10,34% della terra emersa. A ogni modo, i fiumi sono brevi e a carattere torrentizio, quindi non sono molto noti. I più famosi sono il Beishi (50 km), il Danshui (158,7 km), il Dongshan (24 km), il Fegping (37 km), il Fuyuan (28 km), il Keelung (96 km), il Lanyang (73 km), il Lekuleku (53 km), il Maolou (32 km), il Nanshi (45 km), il Shiuculuan (81 km), il Shuili (19 km) e il Xindian (82 km).

### Clima
Generalmente il clima di Taiwan viene definito come oceanico, e varia ampiamente a seconda delle stagioni nella parte settentrionale dell'isola e nelle aree montane. La fascia meridionale, tuttavia, appartiene alla fascia climatica tropicale, calda e umida durante tutto l'anno. La stagione delle piogge va da maggio a giugno, con precipitazioni quasi quotidiane, mentre da luglio a ottobre è facile che vi siano uragani e tifoni. A nord dell'isola la nuvolosità è persistente ed estensiva durante quasi tutto il periodo dell'anno, tuttavia le precipitazioni sono frequenti anche al Sud e nei giorni d'estate, durante i quali si ha il 90% delle precipitazioni annue. La piovosità annuale si aggira intorno ai 2 500 mm, sebbene in alcune regioni orientali essa arrivi quasi a 5 000 mm.

## Società

### Demografia

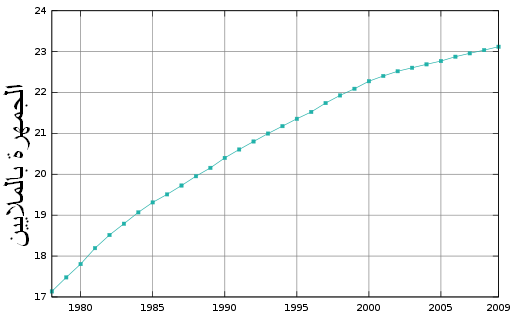
Andamento della popolazione di Taiwan dal 1978 al 2009

La popolazione della Repubblica di Cina è stata stimata, ad agosto del 2012, pari a 23 216 236 persone, distribuite in un'area di 35 980 km². Con una densità di 646 ab./km², Taiwan è il sedicesimo paese del mondo per densità di popolazione. Il 98% del popolo taiwanese è composto di cinesi Han (漢族), mentre il restante 2% è composto di aborigeni taiwanesi (台灣原住民族). Il preponderante valore percentuale dei cinesi continentali rispetto agli aborigeni è dovuto alla velocissima immigrazione cinese sull'isola dai primi anni del Seicento (quando era una colonia olandese a sud e spagnola a nord, gli olandesi favorirono l'arrivo di manodopera cinese) e ancora di più dal tardo Seicento quando, dopo alterne vicende l'isola passò politicamente alla Cina (prima Ming, che proprio a Taiwan si ritirarono, poi alla dinastia mancese), sia, infine, al massiccio afflusso dalla Cina continentale in seguito alla disfatta nazionalista nel 1949. Il paese assiste a un declino del tasso di natalità, con una crescita appena dello 0,61% nell'anno 2006.

### Etnie
La popolazione comprende alcune etnie come i taiwanesi, il più numeroso, seguono i cinesi, giunti in seguito alla seconda guerra mondiale e gli aborigeni di origine filippina e indonesiana.

### Religione
|               |               |  |       |       |
| ------------- | ------------- |  | ----- | ----- |
| Buddhismo     | Buddhismo     |  | 35,1% | 35,1% |
| Taoismo       | Taoismo       |  | 33%   | 33%   |
| Non religiosi | Non religiosi |  | 14%   | 14%   |
| Cristianesimo | Cristianesimo |  | 3,9%  | 3,9%  |
| Yiguandao     | Yiguandao     |  | 3,5%  | 3,5%  |

Secondo i dati del 2005, circa 18 718 600 degli abitanti di Taiwan (81,3% della popolazione) sono credenti, mentre il 14–18% è ateo. Delle 26 religioni riconosciute dalla Repubblica di Cina, le più praticate sono il buddhismo (8 086 000, 35,1%), il taoismo (7 600 000, 33%), lo Ikuantao (810 000, 3,5%), il protestantesimo (605 000, 2,6%) e il cattolicesimo (298 000, 1,3%). Tuttavia, secondo il CIA World Factbook e altre recenti fonti dal Dipartimento di Stato americano o dalla Sezione Affari Religiosi del MOI, dall'80% al 93% della popolazione taiwanese aderisce a una qualche forma di "religione tradizionale cinese" (come Ikuantao, Xiantiandao, Xuanyuanjiao, Miledadao, Haizidao e Zailiismo) che combina insieme buddhismo Mahāyāna, confucianesimo (culto degli antenati) e taoismo.

### Lingue
La lingua nazionale è il mandarino standard (國語), la stessa lingua ufficiale della Cina Popolare, anche se la maggioranza parla anche il taiwanese (台語 , variante della parlata hokkien della provincia di Fujian 福建) e molti parlano pure l'hakka/kejia (客家話). Mentre nella Cina Popolare è stata introdotta anche una scrittura semplificata (简体字), a Taiwan (come a Hong Kong e Macao) è rimasta in vigore la scrittura cinese tradizionale, che utilizza i caratteri tradizionali (繁體字). Gli aborigeni taiwanesi (ne esistono diversi gruppi, alcuni formalmente riconosciuti, altri no) praticano lingue antiche discendenti dalle lingue formosane, della famiglia delle lingue austronesiane.

## Ordinamento dello Stato

### Governo

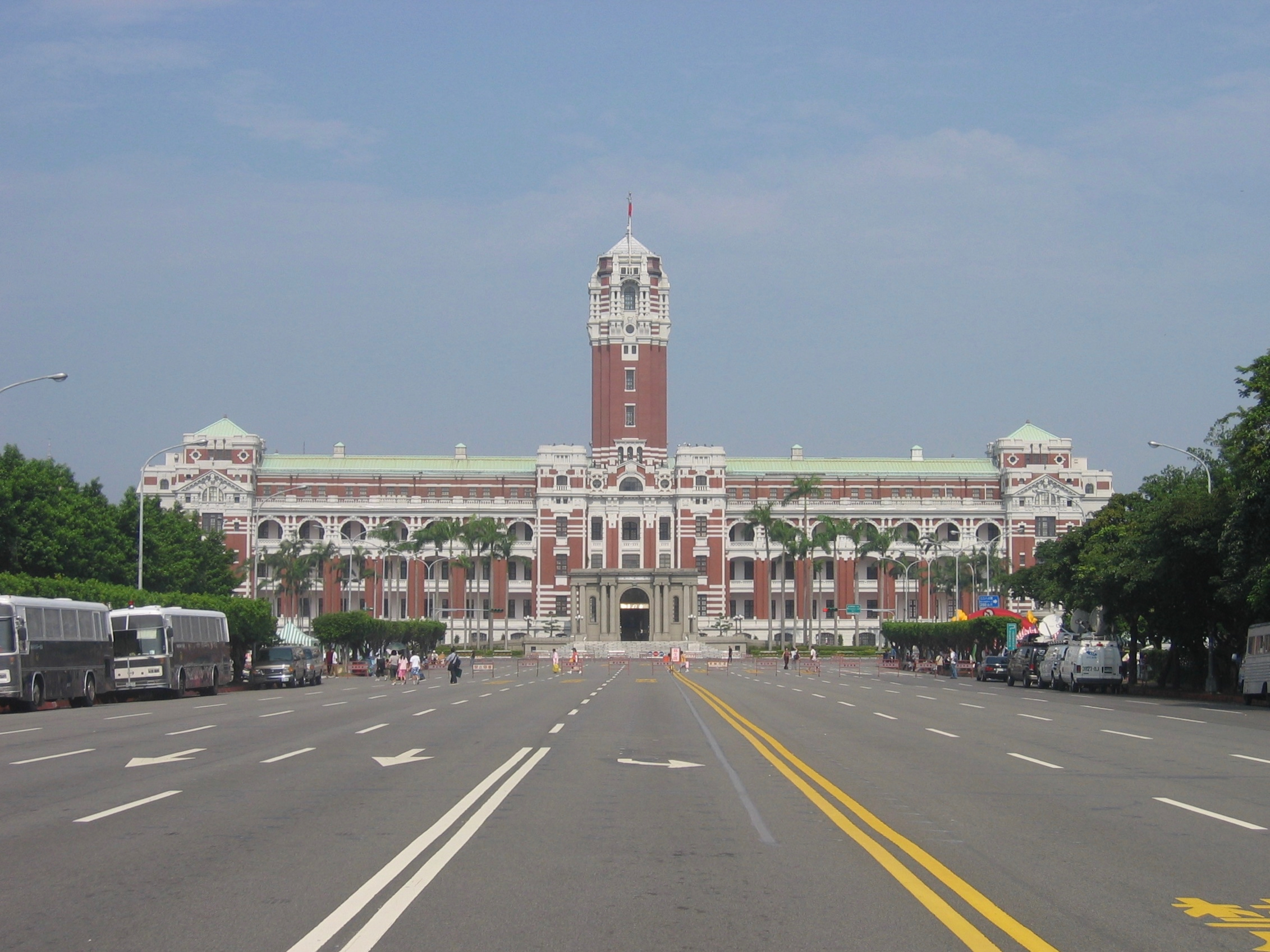
Il palazzo presidenziale a Taipei ospita l'Ufficio del presidente della Repubblica di Cina dal 1950

Il governo della Repubblica di Cina si fonda sulla Costituzione e sui suoi Tre principi del popolo (三民主義), che afferma che "la RDC sarà una repubblica democratica del popolo, governata dal popolo e per il popolo." Il governo è diviso in cinque rami amministrativi (Yuan, letteralmente "corte" o "tribunale"): lo Yuan di controllo, lo Yuan d'esame, lo Yuan esecutivo, lo Yuan giudiziario e lo Yuan legislativo. Contrariamente a quanto accade nella Repubblica Popolare Cinese, a Taiwan vige un regime multipartitico. La coalizione pan-azzurra e la coalizione pan-verde sono attualmente i blocchi politici dominanti nella Repubblica di Cina.

### Presidente

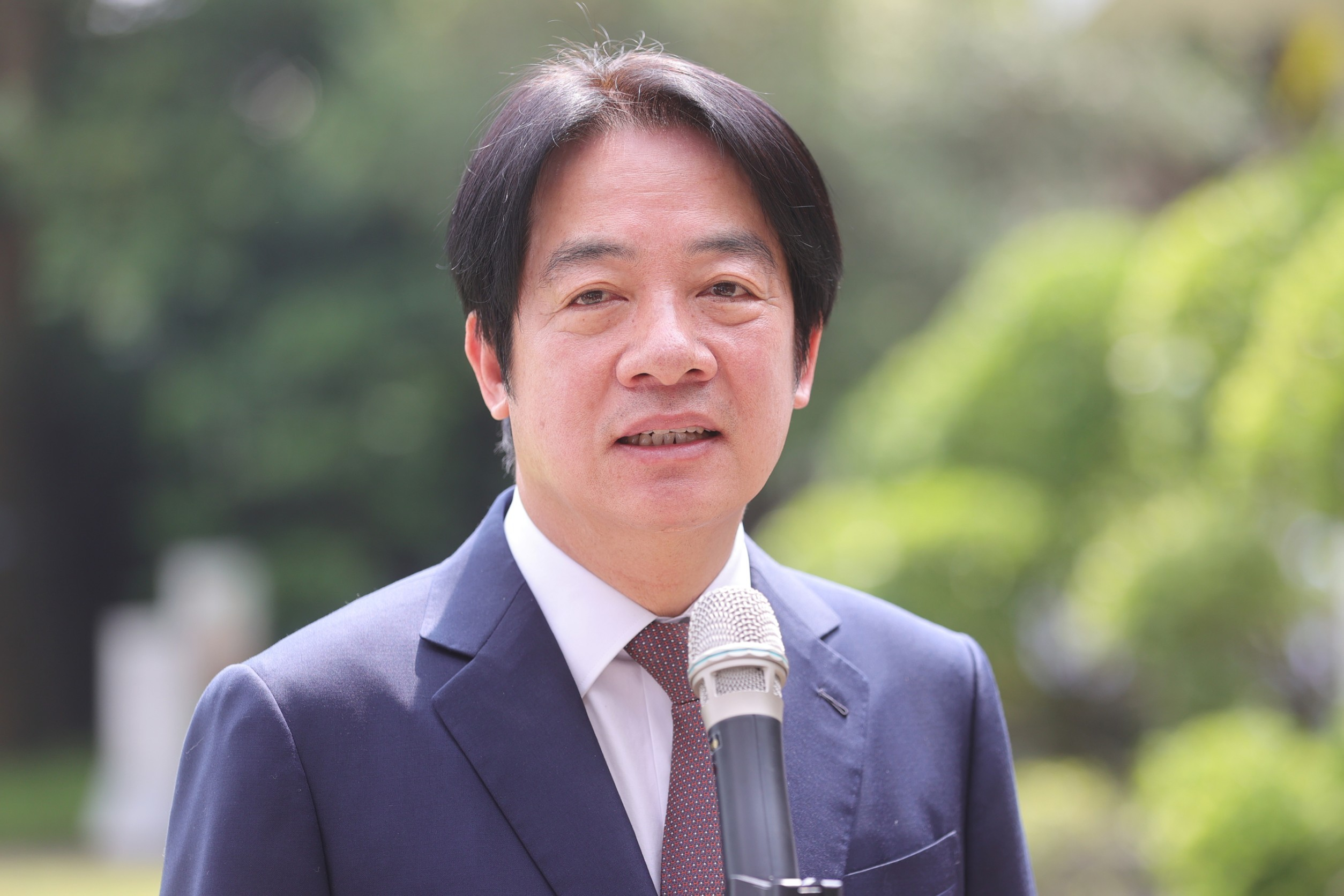
Lai Ching-te, presidente della Repubblica di Cina dal 2024

Il capo di Stato è il presidente (元首), che è eletto mediante voto popolare per un mandato di quattro anni nella stessa lista di candidati del vicepresidente. Il presidente esercita l'autorità sullo Yuan esecutivo, di cui nomina i membri, compreso il primo ministro, che è anche il presidente dello Yuan esecutivo; i membri sono responsabili per la politica e l'amministrazione.

### Potere esecutivo
Il potere esecutivo nella RDC è affidato allo Yuan esecutivo, che corrisponde sostanzialmente al gabinetto di governo ed è formato dal primo ministro, che funge da presidente, dal vicepresidente (vice-primo ministro) e dai vari ministri (con e senza portafoglio) e presidenti di commissione. Il vicepresidente, i ministri e i presidenti di commissione sono nominati dal presidente della Repubblica su designazione del primo ministro. Nella realtà, molti poteri esecutivi sono esercitati dal presidente della Repubblica: il sistema politico della RDC infatti non si adatta ai modelli tradizionali e oscilla tra sistema presidenziale e sistema parlamentare.
Il primo ministro è selezionato dal presidente senza bisogno di approvazione dall'Assemblea legislativa, ma questa può approvare leggi senza riguardo per il presidente, poiché né egli né il primo ministro hanno potere di veto. Così, ci sono pochi incentivi per il presidente e l'Assemblea legislativa a negoziare sulla legislazione se appartengono a partiti opposti. Dopo l'elezione di Chen Shui-bian della coalizione pan-verde come presidente nel 2000, l'attività legislativa si è ripetutamente bloccata a causa dello stallo con lo Yuan legislativo, che era controllato da una maggioranza pan-azzurra..
Storicamente, la RDC è stata dominata dalla politica del partito unico dell'uomo forte. Questo retaggio ha avuto come risultato poteri esecutivi attualmente concentrati nell'ufficio del presidente piuttosto che del primo ministro, anche se la Costituzione non fissa esplicitamente l'ampiezza del potere esecutivo del presidente.

### Potere legislativo
Il principale organo legislativo è lo Yuan legislativo monocamerale con 113 componenti. Settantatré sono eletti mediante voto popolare in circoscrizioni uninominali; trentaquattro sono eletti in base alla proporzione dei voti su scala nazionale ricevuti dai partiti politici partecipanti in un ballottaggio separato tra le liste di partito; e sei sono eletti da due circoscrizioni aborigene trinominali. I componenti svolgono mandati triennali. Originalmente l'Assemblea Nazionale monocamerale, come assemblea costituente e collegio elettorale permanente, deteneva alcune funzioni parlamentari, ma l'Assemblea Nazionale fu abolita nel 2005 con l'entrata in vigore di emendamenti costituzionali sottoposti allo Yuan legislativo e a tutti gli elettori della Repubblica mediante referendum.

### Potere giudiziario
Lo Yuan giudiziario è il più alto organo giudiziario della RDC. Esso interpreta la costituzione e altre leggi e decreti, giudica le cause amministrative e punisce i funzionari pubblici. Il presidente e il vicepresidente dello Yuan giudiziario e quindici Giudici formano il Consiglio dei Grandi Giudici. Essi sono designati e nominati dal presidente della Repubblica, con il consenso dello Yuan legislativo. Il tribunale più elevato, la Corte Suprema, è costituita da numerose sezioni civili e penali, ciascuna delle quali è formata da un Giudice che presiede e da quattro Giudici Associati, tutti nominati a vita. Nel 1993, fu istituito un tribunale costituzionale separato per risolvere le dispute costituzionali, regolare l'attività dei partiti politici e accelerare il processo di democratizzazione. Non c'è un processo con giuria, ma il diritto a un giusto processo pubblico è garantito dalla legge e rispettato in pratica; molte cause sono presiedute da più giudici.
Come la maggior parte delle democrazie asiatiche, la RDC ammette ancora la pena capitale. Sono stati fatti sforzi dal governo per ridurre il numero delle esecuzioni, anche se non sono stati in grado di abolire completamente la pena. Alla data del 2013, circa il 76% dei taiwanesi volevano mantenere la pena di morte.

### Controllo
Lo Yuan di controllo è un'agenzia di controllo che vigila (controlla) le attività dell'esecutivo. Può essere considerata una commissione permanente per le verifiche amministrative e può essere paragonata alla Corte dei Conti dell'UE o al Government Accountability Office degli Stati Uniti. Lo Yuan di controllo è a volte paragonato anche a un ombudsman o a un'istituzione nazionale per i diritti umani.

### Esame
Lo Yuan d'esame ha il compito di convalidare la preparazione dei funzionari pubblici. Si basa sul vecchio sistema degli esami imperiali usato nella Cina premoderna. Può essere paragonato all'Ufficio per la selezione del personale dell'UE o all'Office of Personnel Management degli Stati Uniti.

### Suddivisione amministrativa
Per la costituzione del 1947, redatta prima del ritiro del governo della Repubblica di Cina a Taiwan, il più alto livello di divisioni amministrative è la provincia, che include regioni ad amministrazione speciale, regioni e municipalità a controllo diretto. Tuttavia, nel 1998, fu snellito anche l'unico governo provinciale a essere rimasto funzionale sotto la Repubblica di Cina, la Provincia di Taiwan (in precedenza era esistita, assieme a essa, anche la Provincia del Fuchien). Ora quasi tutte le responsabilità di governo vengono assunte dallo Stato centrale o dall'amministrazione della contea, e attualmente la Repubblica di Cina amministra due province e cinque città estese a livello di provincia. Secondo la legge della Repubblica di Cina, l'area sotto la giurisdizione del governo è ufficialmente chiamata area libera della Repubblica di Cina.
La Repubblica di Cina ha anche il controllo delle Isole Pratas (Dong-Sha) e dell'Isola Taiping, parte del disputato arcipelago delle Isole Spratly nel Mar cinese meridionale. Le isole sono poste sotto il distretto della città di Kaohsiung.
Attualmente, si sta considerando di elevare Taichung a stato di municipalità centrale. Inoltre, le contee di Taipei e di Kaohsiung sono considerate equivalenti al territorio delle rispettive città.

### Rivendicazioni territoriali
La Repubblica di Cina è coinvolta come parte rivendicante nella contesa delle isole Senkaku/Diaoyu.

### Città principali
Le cifre riportate di seguito sono le stime di marzo 2019 per le dieci città più popolose.
| Numero | Città               | Popolazione |
| ------ | ------------------- | ----------- |
| 1      | Nuova Taipei (新北) | 4 000 164   |
| 2      | Taichung (臺中)     | 2 809 004   |
| 3      | Kaohsiung (高雄)    | 2 773 229   |
| 4      | Taipei (臺北)       | 2 661 317   |
| 5      | Taoyuan (桃園)      | 2 230 653   |
| 6      | Tainan (臺南)       | 1 883 078   |
| 7      | Hsinchu (新竹)      | 446 701     |
| 8      | Keelung (基隆)      | 369 820     |
| 9      | Chiayi (嘉義)       | 268 474     |
| 10     | Changhua (彰化)     | 232 505     |

### Istituzioni
L'unico istituto di lingue è l'Istituto di lingue delle Orsoline Wenzao.

#### Ordinamento scolastico e università
L'Università Nazionale di Taiwan venne fondata nel 1928 dai giapponesi col nome di Università imperiale di Taihoku.

#### Sistema sanitario
Malgrado Taiwan risulti importante sotto l'aspetto sanitario al momento non fa parte dell'OMS.

## Politica

### Politica interna
All'inizio del processo di transizione democratica "Taiwan non era caratterizzata esclusivamente dalla presenza di un partito predominante, il Kuomintang, ma anche dalla ricorrente polarizzazione generata da una questione politica di centrale importanza come quella dell’identità nazionale (e quindi della possibile indipendenza dell’isola). Il KMT viene infatti normalmente considerato come il partito di estrazione continentale che potrebbe favorire un’eventuale riunificazione con la Cina comunista, mentre il PPD è rimasto costantemente legato all’obiettivo ultimo dell’indipendenza taiwanese". La Costituzione è stata modificata nel 2005, con il consenso del KMT e del PPD. Partito d terzo polo è il Partito Popolare di Taiwan (PPT), fondato il 6 agosto 2019 dal sindaco di Taipei, Ko Wen-je. Il PPT si proclama come alternativa alle coalizioni, pan-azzurra e pan-verde, che dominano attualmente il panorama politico del paese. Il PPT si è presentato per la prima volta alle elezioni legislative del 2020, classificandosi al terzo posto con l'11% dei voti e guadagnando cinque seggi nello Yuan legislativo. Variegata è la presenza di altri partiti politici che hanno concorso alle elezioni legislative. Vedasi anche elezioni generali a Taiwan del 2024.

### Politica estera

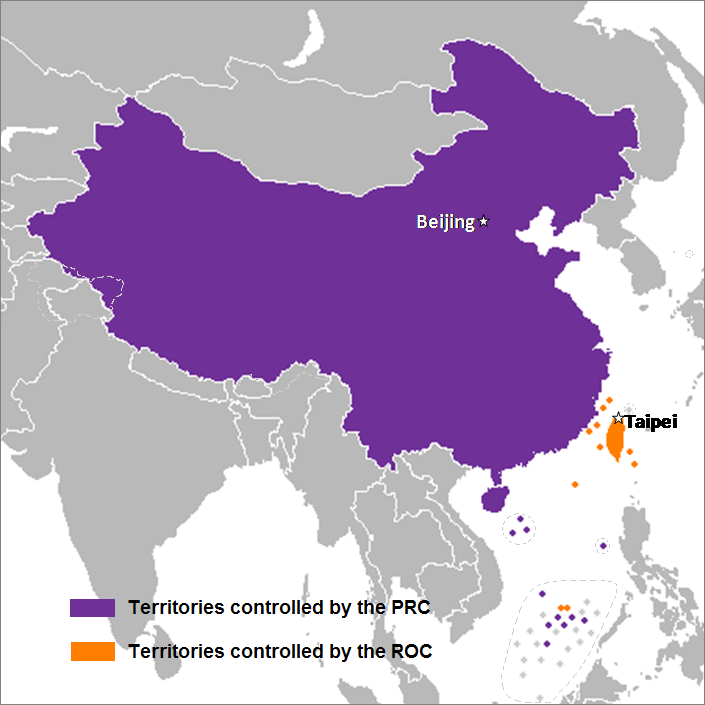
In arancione i territori controllati dalla Repubblica di Cina, in viola quelli controllati dalla Repubblica Popolare Cinese

#### Situazione geopolitica
Il governo taiwanese è deciso a non accettare alcuna proposta diplomatica cinese che possa limitare la sua libertà.
Dopo l'emanazione della legge cinese antisecessione del 2006, gli analisti militari si sono divisi in due gruppi di pensiero riguardo alla situazione geopolitica taiwanese: alcuni esperti sono d'accordo nel sostenere che Taiwan corra il rischio di essere occupata dalla Repubblica Popolare Cinese, mentre altri sostengono che ciò non sia possibile per via della tradizionale protezione degli USA accordata a quest'ultima. Ma negli ultimi tempi fra i giovani taiwanesi l'idea dell'invasione di Taiwan da parte di Pechino è diventata più credibile a causa del continuo crescere della potenza militare cinese nell'Estremo Oriente.
Le conseguenze di un'eventuale occupazione cinese potrebbero portare a un grave deterioramento dei rapporti tra gli USA (quindi anche la NATO e gli alleati nell'Indo-Pacifico), e la Cina (protetta anche da un sistema di alleanze reciproche tra alcuni paesi asiatici denominato Organizzazione di Shanghai per la Cooperazione, che sempre più prende il ruolo di un blocco asiatico anti-NATO sotto l'influenza cinese).
In tutta questa situazione di riarmo militare degli ultimi anni sia da parte del mondo occidentale sia da parte di quello orientale, l'ONU è ancora limitata dalla volontà di alcuni paesi in possesso del potere di veto (tra cui la Repubblica Popolare Cinese stessa) che possono bloccare decisioni prese dalla maggioranza e da organizzazioni, come la NATO e l'Organizzazione di Shanghai, sempre più autonome e indipendenti, che le impediscono di assolvere con efficacia il compito di mediatore e di arbitro internazionale.
La trattativa tra la Santa Sede e la Repubblica Popolare Cinese, che ha come oggetto principale da parte vaticana il riconoscimento della libertà di culto per i fedeli cinesi, è uno dei punti cruciali per il futuro della geopolitica del Pacifico. Un eventuale avvicinamento tra il Vaticano e Pechino potrebbe essere legato alla rottura dei rapporti diplomatici tra la Santa Sede e Taipei. Gli sforzi di Taiwan per il mantenimento di ottimi rapporti con la chiesa cattolica sono confermati dalla nomina a vice presidente di Chen Chien-Jen, cattolico praticante e grande conoscitore della politica della Santa Sede.

#### Status internazionale
A causa del sentimento anticomunista all'inizio della guerra fredda, la Repubblica di Cina fu riconosciuta inizialmente come l'unico governo legittimo della Cina da parte dell'ONU e dalla maggior parte delle nazioni occidentali. Il 9 gennaio 1950 Israele spostò il riconoscimento alla Repubblica Popolare Cinese. La Risoluzione 505 dell'Assemblea generale delle Nazioni Unite, approvata il 1º febbraio 1952, considerava i comunisti cinesi come ribelli contro la RDC. Tuttavia gli anni 1970 videro un mutamento nei riconoscimenti diplomatici dalla RDC alla RPC. Nonostante la RDC fosse uno dei cinque membri permanenti del Consiglio di sicurezza delle Nazioni Unite, essa venne rimpiazzata dalla RPC quando, il 25 ottobre 1971, fu approvata la Risoluzione 2758 dell'Assemblea generale delle Nazioni Unite, che "decide di restaurare tutti i suoi diritti alla Repubblica Popolare Cinese e per riconoscere i rappresentanti del suo Governo come gli unici rappresentanti legittimi della Cina alle Nazioni Unite, e di espellere immediatamente i rappresentanti di Chiang Kai-shek dal luogo che essi occupano illegalmente alle Nazioni Unite e in tutte le organizzazioni a loro legate." Benché le tensioni dell'epoca della guerra fredda si siano alquanto calmate, lo status politico di Taipei rimane comunque oggetto di un contenzioso. Le riforme attuate dal governo nazionalista negli anni 1980 e 1990 hanno trasformato Taiwan da uno Stato monopartitico, controllato da coloro che avevano abbandonato la Cina, a uno Stato multipartitico e aperto anche alla popolazione originaria dell'isola. I molteplici tentativi da parte della RDC di rientrare nell'ONU, non più per rappresentare tutta la Cina, ma solo il popolo dei territori che governa, non hanno superato il vaglio dell'apposito comitato, in gran parte per le manovre diplomatiche della RPC, che asserisce che la Risoluzione 2758 ha definito la materia.
Come conseguenza della politica di Pechino orientata al riconoscimento dell'esistenza di "un'unica Cina", Taiwan dal 1971 in poi ha molto sofferto sul piano diplomatico. Gli Stati che hanno rapporti diplomatici ufficiali con la RDC la riconoscono come solo e legittimo governo dell'intera Cina. La RPC rifiuta di mantenere relazioni diplomatiche con qualsiasi nazione che riconosca la RDC, ma non obietta alle nazioni che conducono scambi economici, culturali e simili con Taiwan che non implicano una relazione diplomatica. Perciò molte nazioni che hanno relazioni diplomatiche con Pechino mantengono uffici semi-diplomatici a Taipei. Ad esempio, gli Stati Uniti mantengono l'Istituto Americano a Taiwan. Similmente, il governo di Taiwan mantiene uffici semi-diplomatici nella maggior parte delle nazioni sotto vari nomi, più comunemente come Ufficio Economico e Culturale di Taipei. Stati Uniti, Canada, Regno Unito, India, Pakistan e Giappone hanno formalmente adottato la politica di una sola Cina, in base alla quale la Repubblica Popolare Cinese è teoricamente il solo governo legittimo della Cina. Tuttavia, gli Stati Uniti e il Giappone prendono atto piuttosto che riconoscere la posizione della RPC che Taiwan fa parte della Cina. Nel caso del Canada gli accordi scritti bilaterali dichiarano che le due rispettive parti prendono nota della posizione di Pechino ma non usano la parola sostengono. La posizione del governo del Regno Unito che "il futuro di Taiwan sia deciso pacificamente dai popoli di entrambi i lati dello stretto" è stata dichiarata parecchie volte. Malgrado la RPC asserisca che gli Stati Uniti si oppongano all'indipendenza taiwanese, gli Stati Uniti traggono vantaggio dalla sottile differenza tra "si oppongono" e "non sostengono". Infatti, una sostanziale maggioranza delle dichiarazioni che Washington ha fatto dicono che essi "non sostengono l'indipendenza di Taiwan" invece di dire che "si oppongono" all'indipendenza. Così, attualmente gli Stati Uniti non prendono posizione sull'esito politico, eccetto un'unica esplicita condizione che ci sia una soluzione pacifica alle differenze tra i due lati dello stretto di Taiwan. Tutta questa ambiguità ha fatto sì che gli Stati Uniti stiano costantemente camminando su un filo del rasoio diplomatico riguardo alle relazioni attraverso lo stretto.

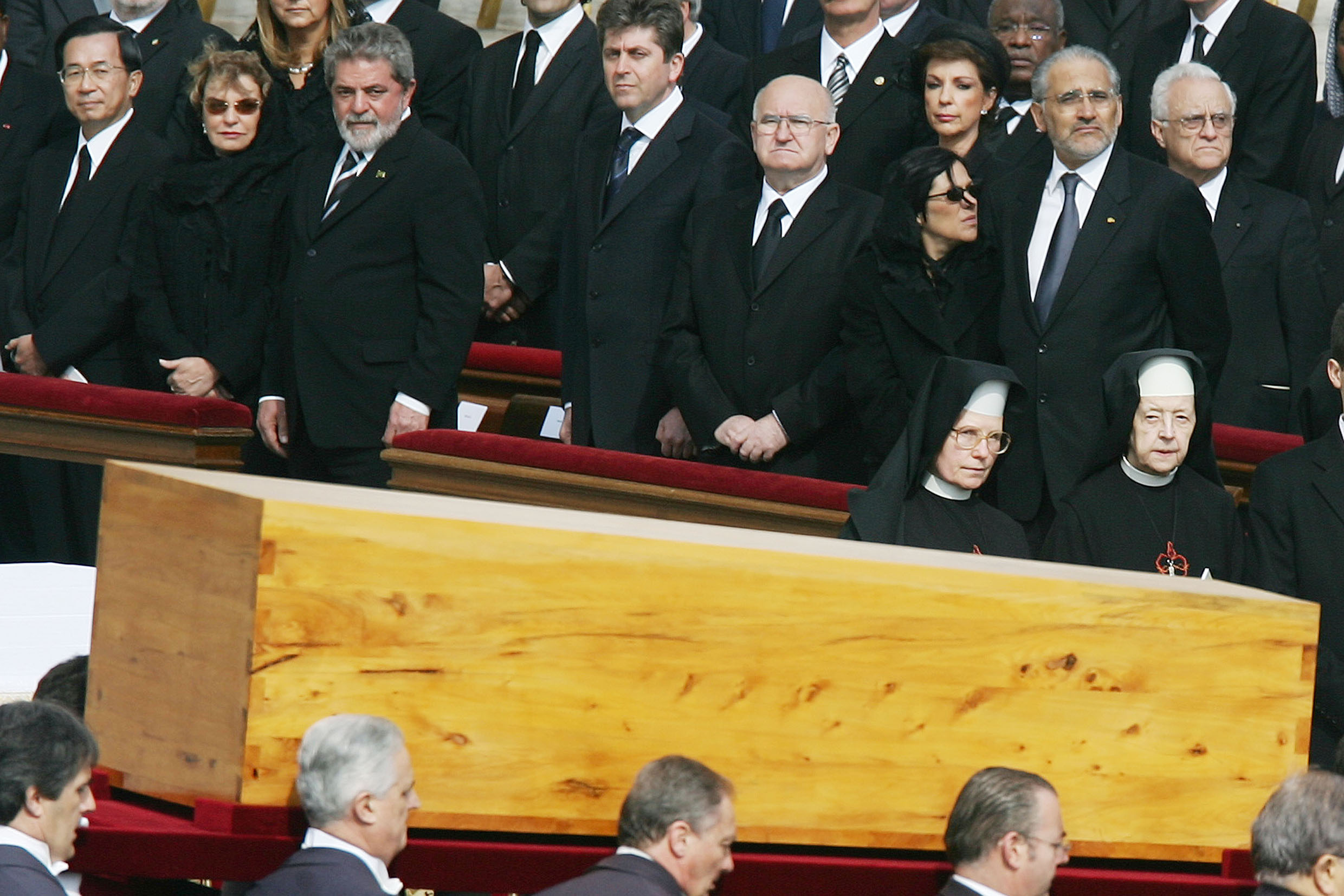
Il presidente Chen Shui-bian (primo a sinistra) partecipò al funerale di papa Giovanni Paolo II nel 2005. Come capo di stato della Cina riconosciuto dalla Santa Sede; Chen era seduto in prima fila (in ordine alfabetico francese), accanto alla first lady e al presidente del Brasile.

La Santa Sede riconosce la RDC, uno Stato in gran parte non cristiano/cattolico, principalmente per protestare contro ciò che essa vede come la soppressione della fede cattolica nella Cina continentale da parte della RPC. Tuttavia, i diplomatici vaticani erano impegnati in colloqui con i politici delle RPC al tempo della morte di papa Giovanni Paolo II, in vista di migliorare le relazioni tra i due paesi. Interrogato, un diplomatico vaticano suggerì che le relazioni con Taiwan potrebbero rivelarsi "sacrificabili" se la RPC dovesse essere disponibile a impegnarsi in relazioni diplomatiche con la Santa Sede. Sotto papa Benedetto XVI il Vaticano e la RPC hanno mostrato maggiore interesse a stabilire legami: in tale contesto sono da inquadrare la nomina di vescovi cinesi filo-vaticani e la cancellazione da parte del Papa di una visita programmata del Dalai Lama.
Durante gli anni 1990 ci fu un tiro alla fune diplomatico in cui la RPC e la RDC tentarono di superarsi nelle offerte per ottenere il sostegno diplomatico delle piccole nazioni. Questa contesa sembra essere rallentata come risultato del crescente potere economico della RPC e dei dubbi di Taiwan se questo aiuto fosse effettivamente nell'interesse della Repubblica di Cina. Arabia Saudita e Corea del Sud hanno terminato le loro relazioni diplomatiche con la RDC nel 1992 e il Sudafrica è passato al riconoscimento della Repubblica Popolare Cinese (RPC) nel 1998. La Macedonia ha riconosciuto Taiwan negli anni novanta, ma successivamente ha riconosciuto la RPC quando quest'ultima le impose sanzioni economiche e usò il veto nel Consiglio di Sicurezza dell'ONU per bloccare gli aiuti alla missione di peacekeeping. La Liberia è passata dal riconoscimento della RPC al riconoscimento della RDC nel 1989 e ha cambiato nuovamente nell'ottobre 2003. Il 31 marzo 2004 Dominica terminò il suo riconoscimento nei confronti della RDC, che era cominciato nel 1983, perché la RPC le promise un finanziamento di 117 milioni di dollari in sei anni. Alla fine del 2004 Vanuatu spostò brevemente il riconoscimento da Pechino a Taipei, portando alla cacciata del suo Primo Ministro e a un ritorno al riconoscimento di Pechino. Il 20 gennaio 2005 Grenada spostò il suo riconoscimento da Taipei a Pechino, in cambio di milioni in aiuti (1.500 dollari USA per ogni grenadiano). Il 14 maggio 2005 Nauru annunciò la restaurazione di relazioni diplomatiche formali con Taipei dopo uno iato di tre anni, durante i quali aveva riconosciuto brevemente la Repubblica Popolare Cinese. Il 26 ottobre 2005 il Senegal ruppe le relazioni con la Repubblica di Cina e stabilì contatti diplomatici con Pechino. Il 5 agosto 2006 Taipei ruppe le relazioni con il Ciad quando quest'ultimo stabilì relazioni con Pechino. Il 26 aprile 2007 Saint Lucia, che aveva in precedenza troncato i legami con la Repubblica di Cina in seguito a un cambiamento di governo nel dicembre 1996, annunciò la restaurazione di relazioni diplomatiche formali con Taipei. Il 7 giugno 2007, dopo quasi 50 anni di relazioni diplomatiche, la Costa Rica ruppe i legami diplomatici con la Repubblica di Cina a favore della Repubblica Popolare Cinese. Nel gennaio 2008 il Ministro degli esteri del Malawi riferì che il Malawi aveva deciso di interrompere il riconoscimento diplomatico della Repubblica di Cina e di riconoscere la Repubblica Popolare Cinese. Il 14 novembre 2013 il Gambia annunciò la fine delle relazioni con Taiwan e l'avvio di quelle con Pechino. Il 26 dicembre 2016 São Tomé e Príncipe ha riavviato i legami diplomatici con la Repubblica Popolare Cinese, interrompendo il riconoscimento diplomatico della Repubblica di Cina. Il 19 giugno 2017 la Repubblica di Panama ha ristabilito i rapporti diplomatici con la Repubblica Popolare Cinese. Nel maggio 2018 Repubblica Dominicana e Burkina Faso hanno interrotto le relazioni diplomatiche con Taiwan, seguiti il 21 agosto 2018 da El Salvador. il 16 settembre 2019 Taipei ha rotto le relazioni con le Isole Salomone dopo che queste ultime hanno stabilito relazioni con Pechino. Il 20 settembre 2019 Taipei ha rotto le relazioni anche con Kiribati dopo che anche queste ultime hanno stabilito relazioni con Pechino. Il 9 dicembre 2021 il Nicaragua ha interrotto le relazioni con Taiwan, avviando legami diplomatici con la Repubblica Popolare Cinese. Il 26 marzo 2023 l'Honduras ha avviato relazioni diplomatiche con la Repubblica Popolare Cinese, interrompendo le relazioni con Taiwan. Il 15 gennaio 2024 Nauru ha interrotto le relazioni con Taiwan per la seconda volta, riavviando i legami diplomatici con la Repubblica Popolare Cinese interrotti diciannove anni prima.

Al gennaio 2024, i paesi che intrattengono relazioni diplomatiche formali con Taiwan sono dodici:
1. Belize (1989)
2. Guatemala (1960)
3. Haiti (1956)
4. Isole Marshall (1998)
5. Palau (1999)
6. Paraguay (1957)
7. Saint Kitts e Nevis (1983)
8. Saint Lucia (1984-1997, 2007)
9. Saint Vincent e Grenadine (1981)
10. eSwatini (1968)
11. Tuvalu (1979)
12. Città del Vaticano (1942)

Sotto la continua pressione della RPC per bloccare qualsiasi rappresentanze della RDC che possa implicare la condizione di Stato indipendente, le organizzazioni internazionali hanno adottato politiche diverse verso la questione della partecipazione della RDC. Nei casi in cui partecipano quasi tutti i membri dell'ONU o gli Stati sovrani, come l'Organizzazione mondiale della sanità (OMS), la RDC è stata completamente esclusa, mentre in altri, come l'Organizzazione mondiale del commercio (OMC) e il Comitato Olimpico Internazionale (CIO), la RDC partecipa sotto nomi insoliti: "Cina Taipei" (o "Taipei Cinese") nel caso dell'APEC e del CIO, e "Territorio doganale separato di Taiwan, Penghu, Kinmen e Matsu" (spesso abbreviato in "Cina Taipei") nel caso dell'OMC. La questione del nome della RDC venne sotto esame durante il Classico mondiale di baseball (CMB) del 2006. Gli organizzatori del torneo a 16 squadre intendevano chiamare Taiwan come tale, ma ritornarono a "Cina Taipei" dietro pressione della RPC. La RDC contestò la decisione, asserendo che il CMB non è un evento del CIO, ma non la spuntò. L'elenco dei nomi dei paesi e dei territori ISO 3166 registra Taiwan (TW) separatamente dalla Repubblica Popolare Cinese (CN), ma utilizza la denominazione "Taiwan, Provincia della Cina" in base al nome usato dall'ONU. Nello ISO 3166-2:CN Taiwan è codificata anche come CN-TW sotto la Cina, rendendola parte della giurisdizione cinese nelle categorie ISO 3166-1 e ISO 3166-2.
Le questioni nominalistiche intorno a Taiwan/RDC continuano a essere un tema controverso in organizzazioni non governative come il Lions Club, che affrontò notevoli dispute nella denominazione della sua filiale taiwanese.

## Economia
Taiwan è stata una delle quattro tigri asiatiche (insieme con Singapore, Corea del Sud e Hong Kong), Paesi che sono passati da una condizione in via di sviluppo a una crescita fortissima dovuta alla produzione per l'esportazione di prodotti molto richiesti dal mercato: prima produzioni tradizionali come i tessuti e i prodotti tessili, e quindi prodotti tecnologici e informatici. Per questa ragione il suo prodotto interno lordo pro-capite è molto alto rispetto alla media mondiale.
Soprattutto negli anni cinquanta e sessanta, Taiwan è stato, insieme con la Corea del Sud e a Israele, uno dei Paesi che hanno ricevuto massicci aiuti economici dagli Stati Uniti e dalle istituzioni finanziarie internazionali.

### Agricoltura e allevamento
Gran parte del territorio è coltivato a riso, ma si coltivano anche mais, soia, patate dolci. Si allevano soprattutto anatre e suini. La pesca, praticata sulla costa orientale, alimenta un notevole flusso di esportazioni.

### Risorse minerarie
Il carbone è la risorsa mineraria principale. La produzione di idrocarburi invece è scarsa. Si estraggono oro, argento, zolfo, marmo, amianto, talco e dolomite.

### Industria
Sono presenti impianti metallurgici e siderurgici, cementifici; industrie della gomma e della carta sono presenti nella zona di Kaohsiung. Si sono espanse fin dagli anni '80 l'industria elettronica, informatica e delle telecomunicazioni, il cui centro principale è a sud di Taipei, la capitale.
Grandi imprese taiwanesi sono:
- Acer (la cui radice latina significa energico e aggressivo), con sede a Taipei, che, nel corso dell'anno 2009, è diventata il secondo produttore di personal computer nel mondo grazie ai prezzi estremamente competitivi dei suoi prodotti.
- ASUS (ASUSTeK Computer Inc.) (華碩電腦股份有限公司), anch'essa con sede a Taipei. Produce schede madri, schede video, lettori ottici, palmari, portatili, telefonini, computer e sistemi di raffreddamento per computer. Attualmente produce anche borse per portatili e altri accessori.
- AUO (AU Optronics Corporation), uno dei principali produttori di pannelli al mondo: fa pannelli LCD Full HD, pannelli Ultra HD e anche pannelli OLED di piccole e grandi dimensioni.
- BenQ Corporation (明基電通股份有限公司), azienda fondata nel 1984 con sede a Taipei e specializzata nella produzione di prodotti per computer, comunicazione e strumenti elettronici di consumo.
- HTC (High Tech Computer Corporation), compagnia con sede a Taoyuan produttrice di smartphone, specializzata in telefoni aventi sistemi operativi Android e Windows Phone.
- Kymco (Kwang Yang Motor Corporation), casa produttrice di scooter, motocicli e quad con sede a Kaohsiung fondata nel 1963.
- TSMC (Taiwan Semiconductor Manufacturing Company), la più grande fabbrica indipendente di semiconduttori al mondo, con sede principale nel Hsinchu Science Park di Hsinchu.
- MSI (Micro-Star International, 微星科技) è un produttore di computer e componenti per computer. È specializzata nella progettazione e produzione di schede madri, schede video, Pc Barebone, portatili, prodotti di reti, server, multimedia, elettronica di consumo e dispositivi di archiviazione. Produce chipset di schede grafiche sia per ATI sia per nVidia.
- Evergreen (Evergreen Marine Corporation), tra i leader globali della logistica via mare con una flotta di ben 160 navi portacontainer.
- Foxconn (Foxconn International Holdings), multinazionale tech dell'elettronica e principale fornitore Apple, la più grande produttrice mondiale di componenti elettrici ed elettronici per OEM.

### Infrastrutture e trasporti

#### Infrastrutture aeroportuali e trasporto aereo
Taiwan dispone dell'Aeroporto internazionale di Taiwan-Taoyuan, hub della compagnia aerea di bandiera taiwanese China Airlines e di EVA Air, compagnia aerea maggiore taiwanese. L'aeroporto è diciassettesimo fra gli aeroporti asiatici con il maggiore traffico: nel 2015 vi hanno transitato più di 38 milioni di passeggeri.

#### Infrastrutture stradali e trasporto su gomma
A Taiwan sono presenti due sistemi stradali che attraversano l'isola in direzione est-ovest, rispettivamente chiamati autostrada meridionale e autostrada settentrionale attraverso l'isola.
Una terza arteria, la strada nazionale 8 (in sigla PH 8), è il primo sistema a collegare la costa orientale e quella occidentale, attraversando la catena montuosa dei monti ChungYang al centro dell'isola.

## Ambiente
Taiwan è nota per le sue foreste, presenta ben sei parchi nazionali e ha una fauna variegata.

## Cultura

### Letteratura
Tra i diversi scrittori taiwanesi che si sono distinti nel corso soprattutto del XX secolo spicca Wang Zhenhe (王震和, 1940-1990), noto in particolare per il romanzo Rosa rosa amore mio.

### Musica
La musica strumentale comprende molteplici generi come il beiguan e il nanguan. Il nanguan proviene originariamente da Quanzhou, mentre ora è più comune a Lukang e si trova in gran parte dell'isola.
Il teatro taiwanese dei burattini e l'opera taiwanese, due generi di spettacolo fortemente legati alla musica, sono molto popolari, mentre quest'ultima è considerata la sola forma di musica han realmente indigena ancora esistente oggi.
La musica folk holo oggi è più comune sulla penisola di Hengchun nella parte più meridionale dell'isola, dove gli interpreti cantano accompagnati dallo yueqin ("liuto della luna"), che è un tipo di liuto a due corde. Sebbene lo yuechin di Hengchun suoni solo cinque toni, la musica pentatonica può diventare varia e complessa quando si combina con i nove toni dell'idioma hokkien taiwanese. Tra i più famosi cantanti folk si annoverano Chen Da, Yang Hsiuching e Teresa Teng (1953-1995), cantante di fama internazionale il cui genere si basa spesso sul gusto folk o sulle ballate romantiche.
Tra le altre cantanti taiwanesi vissute tra il XX e il XXI secolo ricordiamo Fong Fei-Fei, nota anche come attrice.

### Cinema
Un film taiwanese La tigre e il dragone del regista Ang Lee ha vinto l'Oscar al miglior film straniero nel 2001. Precedentemente un film di Ang Lee dal titolo Il banchetto di nozze, nel 1994, è stato il primo film taiwanese candidato per l'Oscar al miglior film straniero. Tra le attrici taiwanesi vissute tra il XX e il XXI secolo ricordiamo Fong Fei-Fei (1953-2012), nota anche come cantante.

## Scienza e tecnologia

### Chimica
In ambito chimico da ricordare la figura di Yuan T. Lee, per i suoi contributi alle dinamiche dei processi chimici elementari: vincitore del Premio Nobel per la chimica nel 1986, il primo Premio Nobel di Taiwan.

### Tecnologia
Nel 2019 fu fondato il Taiwan Semiconductor Research Institute, facente parte dei Laboratori Nazionali di Ricerca Applicata del Ministero della Scienza Taiwanese. È anche presente l'Academia Sinica, istituto nazionale di ricerca, e l'Industrial Technology Research Institute.

#### Taiwan nello spazio
- 25 agosto 1998: viene lanciato ST-1, primo satellite di Taiwan (realizzato insieme con Singapore);
- 27 gennaio 1999: viene lanciato Formosat-1, il primo satellite realizzato interamente da Taiwan.

## Sport
Lo sport a Taiwan ha cominciato a essere praticato soprattutto a partire dall'instaurazione della settimana lavorativa di cinque giorni, dopo la fine della legge marziale. Da allora, il governo si è prodigato nella costruzione di strutture adatte, la più recente delle quali è la Taipei Arena, complesso in grado di accogliere 15 000 spettatori. Altra grande struttura è il Tianmu Baseball Stadium, con una capienza di 10 000 persone, dove si svolge la maggior parte delle competizioni professionistiche di baseball.
Due degli sport organizzati più popolari di Taiwan sono la pallacanestro (in cinese lánqiú) e il baseball (in cinese bàngqiú). Alcune delle squadre che giocano nella Chinese Professional Baseball League sono i CTBC Brothers, gli Uni-President 7-Eleven Lions, i Fubon Guardians e i Rakuten Monkeys. Particolare è il fatto che ogni squadra non ha un proprio stadio di casa, quindi le partite si giocano a rotazione in vari stadi locali per tutta l'isola. La pallacanestro è altamente popolare, grazie anche alla circostanza che le partite possono essere organizzate in luoghi chiusi, indipendentemente dal variabilissimo clima dell'isola.
La cosiddetta nazionale di calcio di Taipei Cinese ha ottenuto un terzo posto nel 1960 nella Coppa d'Asia.
Lo sport organizzato che si gioca da più tempo a Taiwan è però il golf (in cinese gāoěrfū 高耳骨). La maggior parte dei club golfistici è aperta al pubblico con la sola richiesta di un'iscrizione come membri per giocare. La Professional Golf Association di Taiwan organizza tornei nazionali e partecipa anche a competizioni internazionali. Il golfista Pan Cheng-tsung ha ottenuto la medaglia di bronzo nel torneo maschile di golf all'Olimpiade di Tokyo 2020.
Come in tutti gli altri paesi dell'Estremo Oriente, anche a Taiwan sono molto praticate le arti marziali. Più di venti tipi di arti marziali vengono praticate nell'isola, tra i quali il più popolare, soprattutto agli occhi degli stranieri, è il tai chi (in cinese tàijíquán 太极拳), praticato spessissimo dai taiwanesi la mattina presto nei parchi, sia pure non a livello agonistico o competitivo.
Uno sport tipicamente locale è la regata delle dragonboat, che si svolge solitamente in giugno. Al Taipei International Dragon Boat Race Championship partecipano squadre locali, straniere e internazionali.
Una disciplina sportiva assai popolare a Taiwan è il pool, specialità del biliardo di origine americana. Tra i numerosi grandi campioni che questo paese ha prodotto vi sono Chao Fong-pang, campione del mondo specialità 9-ball nel 1993 e nel 2000, Wu Chia-ching, campione del mondo specialità 9-ball e 8-ball nel 2005, Chang Jung-lin campione del mondo specialità 8-ball nel 2012, e Ko Pin-yi, campione del mondo specialità 10-ball nel 2015.
Taipei Cinese ai Giochi olimpici ha vinto ben 38 medaglie: prima medaglia olimpica fu la medaglia d'argento nel decathlon vinta da Yang Chuan-Kwang, ai Giochi olimpici di Roma 1960. La prima medaglia d'oro olimpica è stata vinta nel taekwondo da Chen Shih-hsin, ai Giochi olimpici di Atene 2004.
Altra importante affermazione nel sollevamento pesi con Hsu Shu-ching, che vinse la medaglia d'oro ai Campionati mondiali di sollevamento pesi 2015.

## Ricorrenza nazionale
- 10 ottobre: Double Ten Day ( 雙 十 節): celebra la Rivolta di Wuchang (1911), inizio della Rivoluzione Xinhai che portò l'anno seguente alla costituzione della Repubblica di Cina (1912-1949).

### Altre ricorrenze
Il 28 settembre di ogni anno, a Taiwan, si celebra la Festa degli insegnanti, data che ricorda la nascita del celebre filosofo cinese Confucio.